# EFAF Cup 2007
Navigation
Édition précédente Édition suivante
L'EFAF Cup 2007 est la 6e édition de l'EFAF Cup.

## Clubs participants
| Club                   | Pays        | Saison 2006                                                   |
| ---------------------- | ----------- | ------------------------------------------------------------- |
| Amsterdam Crusaders    | Pays-Bas    | Champion des Pays-Bas Poule EFAF Cup                          |
| Berlin Adler           | Allemagne   | 5e de la Poule Nord du championnat d'Allemagne Poule EFAF Cup |
| Cineplexx Blue Devils  | Autriche    | 4e du championnat d'Autriche Demi-fnaliste EFAF Cup           |
| Carinthian Black Lions | Autriche    | 5e du championnat d'Autriche                                  |
| Coventry Jets          | Royaume-Uni | Champion du Royaume-Uni                                       |
| Giants de Graz         | Autriche    | 3e du championnat d'Autriche Vainqueur EFAF Cup               |
| Monarchs de Dresde     | Allemagne   | Quart de finaliste du championnat d'Allemagne                 |
| Oslo Vikings           | Norvège     | Finaliste du championnat de Norvège                           |
| Osos de Madrid         | Espagne     | Demi-finaliste du championnat d'Espagne                       |
| Prague Lions           | Tchéquie    | Champion de République Tchèque Poule EFAF Cup                 |
| Winterthur Warriors    | Suisse      | Champion de Suisse Poule EFAF Cup                             |

## Calendrier / Résultats
| Qualifié pour les demi-finales |

### Groupe A
| Groupe A           |       |      |      |      |     |          |            |       |
| Club               | Jour. | Vic. | Nuls | Déf. | Pts | Pts pour | Pts contre | Diff. |
| Giants de Graz     | 2     | 2    | 0    | 0    | 6   | 93       | 10         | +83   |
| Monarchs de Dresde | 2     | 0    | 0    | 2    | 0   | 10       | 93         | -83   |

- 7 avril 2007 :

Giants 50 - 0 Monarchs
- 15 avril 2007 :

Monarchs 10 - 43 Giants

### Groupe B
| Groupe B               |       |      |      |      |     |          |            |       |
| Club                   | Jour. | Vic. | Nuls | Déf. | Pts | Pts pour | Pts contre | Diff. |
| Winterthur Warriors    | 2     | 1    | 0    | 1    | 3   | 37       | 35         | +2    |
| Carinthian Black Lions | 2     | 1    | 0    | 1    | 3   | 27       | 23         | +4    |
| Prague Lions           | 2     | 1    | 0    | 1    | 3   | 38       | 44         | -6    |

- 28 avril 2007 :

Lions 17 - 13 Black Lions
- 13 mai 2007 :

Black Lions 14 - 6 Warriors
- 26 mai 2007 :

Warriors 31 - 21 Lions

### Groupe C
| Groupe C               |       |      |      |      |     |          |            |       |
| Club                   | Jour. | Vic. | Nuls | Déf. | Pts | Pts pour | Pts contre | Diff. |
| Blue Devils d'Hohenems | 2     | 2    | 0    | 0    | 6   | 85       | 27         | +55   |
| Coventry Jets          | 2     | 1    | 0    | 1    | 3   | 58       | 42         | +16   |
| Osos de Madrid         | 2     | 0    | 0    | 2    | 0   | 16       | 90         | -74   |

- 15 avril 2007 :

Jets 39 - 8 Osos
- 28 avril 2007 :

Osos 8 - 51 Blue Devils
- 12 mai 2007 :

Blue Devils 34 - 19 Jets

### Groupe D
| Groupe D            |       |      |      |      |     |          |            |       |
| Club                | Jour. | Vic. | Nuls | Déf. | Pts | Pts pour | Pts contre | Diff. |
| Berlin Adler        | 2     | 1    | 0    | 1    | 3   | 47       | 24         | +23   |
| Oslo Vikings        | 2     | 1    | 0    | 1    | 3   | 39       | 40         | -1    |
| Amsterdam Crusaders | 2     | 1    | 0    | 1    | 3   | 33       | 55         | -22   |

- 29 avril 2007 :

Adler 13 - 18 Vikings
- 12 mai 2007 :

Vikings 21 - 27 Crusaders
- 27 mai 2007 :

Crusaders 6 - 34 Adler

### Demi-finales
- 23 juin 2007 :

Blue Devils 22 - 18 Adler
- 24 juin 2007 :

Warriors 13 - 55 Giants

### Finale
- 21 juillet 2007 à Graz au Stadion Graz-Eggenberg devant 1250 spectateurs[1] :

Giants 28 - 26 Blue Devils